# Igarapé Mapari
Igarapé Mapari är ett vattendrag i Brasilien.   Det ligger i delstaten Amazonas, i den nordvästra delen av landet, 2 600 km nordväst om huvudstaden Brasília.
I omgivningarna runt Igarapé Mapari växer i huvudsak städsegrön lövskog. Trakten runt Igarapé Mapari är nära nog obefolkad, med mindre än två invånare per kvadratkilometer.